# 不動池
不動池（ふどういけ）は、九州南部のえびの高原北東部にある直径約200メートルの火山性湖沼である。
周りを高さ約20メートルの急斜面に囲まれており流入流出する川はない。雨の少ない冬期には水位が約2メートル低下し、1月から2月にかけて結氷することもある。水質は強い酸性（pH=4.5）を示すが、酸性度は年々弱まる傾向を示している。強い酸性水質のために生物は少ないが、ハリミズゴケ、ウマスギゴケ、ユスリカ、ゲンゴロウなどが確認されており、生物種数は年々増加傾向にある。池岸の地質は輝石安山岩であり、池底には火山砂礫が堆積している。
生物が少ないことと砂礫地質のために透明度が高く、水深が比較的大きいことから特徴的な濃い青色（フォーレル水色標準3番または4番）を呈する。近くを県道1号が通っており、池を見おろす駐車場付近は日中多くの見物客で賑わう。

## 形成
不動池は霧島火山群に属する火口の跡であり、おおむね3000年前にここから流出した溶岩が六観音御池と甑岳の間に残されている。噴火に伴って水蒸気爆発が発生し深い窪地（マール）が形成され、やがて水が溜まって池となった。